# Villa Lina (Alt-Radebeul)
Die Villa Lina steht in der Goethestraße 12 in der Gemarkung Radebeul der sächsischen Stadt Radebeul. Sie wurde 1897/1899 durch den Bauunternehmer Friedrich August Grafe für den Privatus Karl Urban Müller errichtet, der Turmanbau 1910 erfolgte für den Fabrikbesitzer Wilhelm Frenzel.

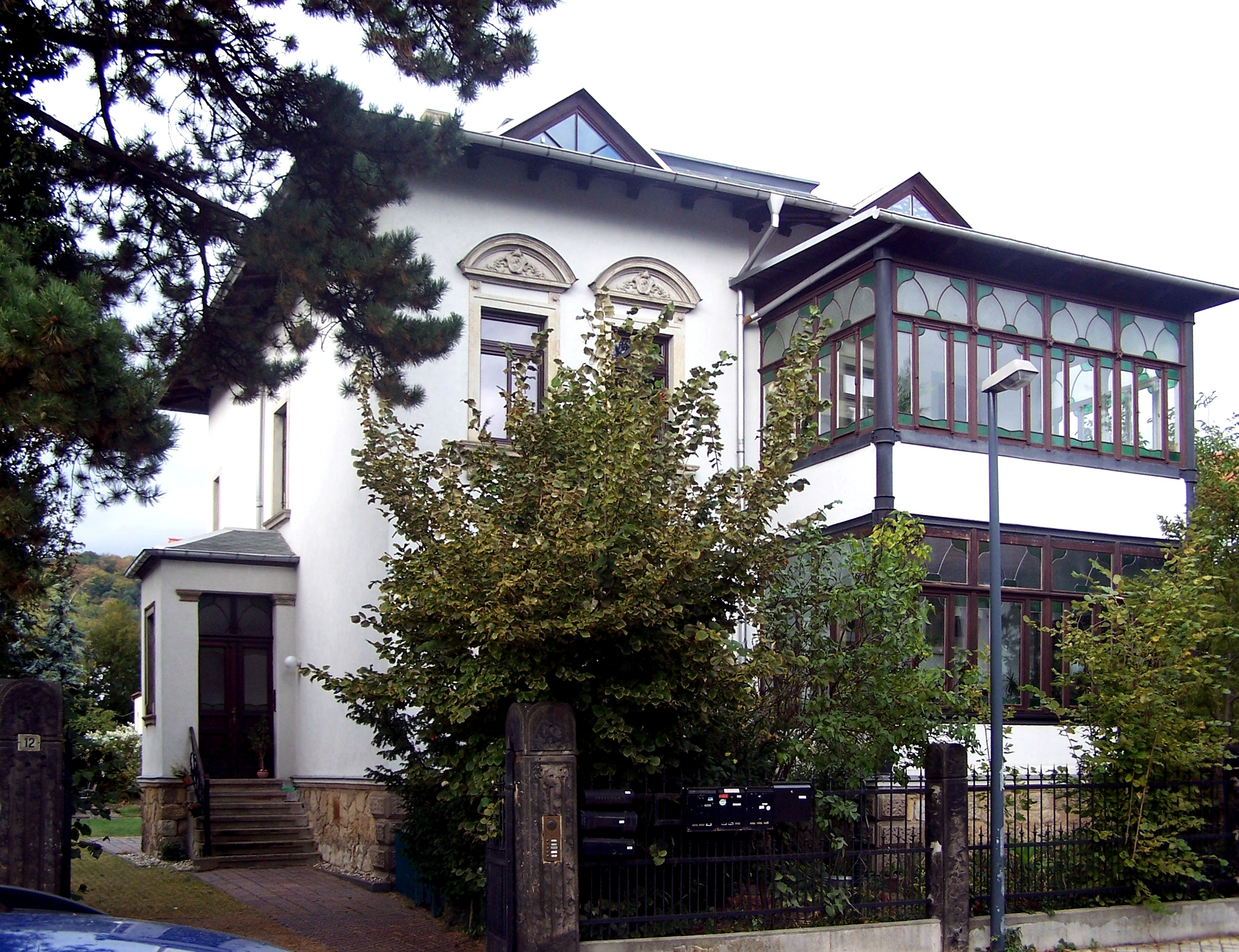
Villa Lina

## Beschreibung

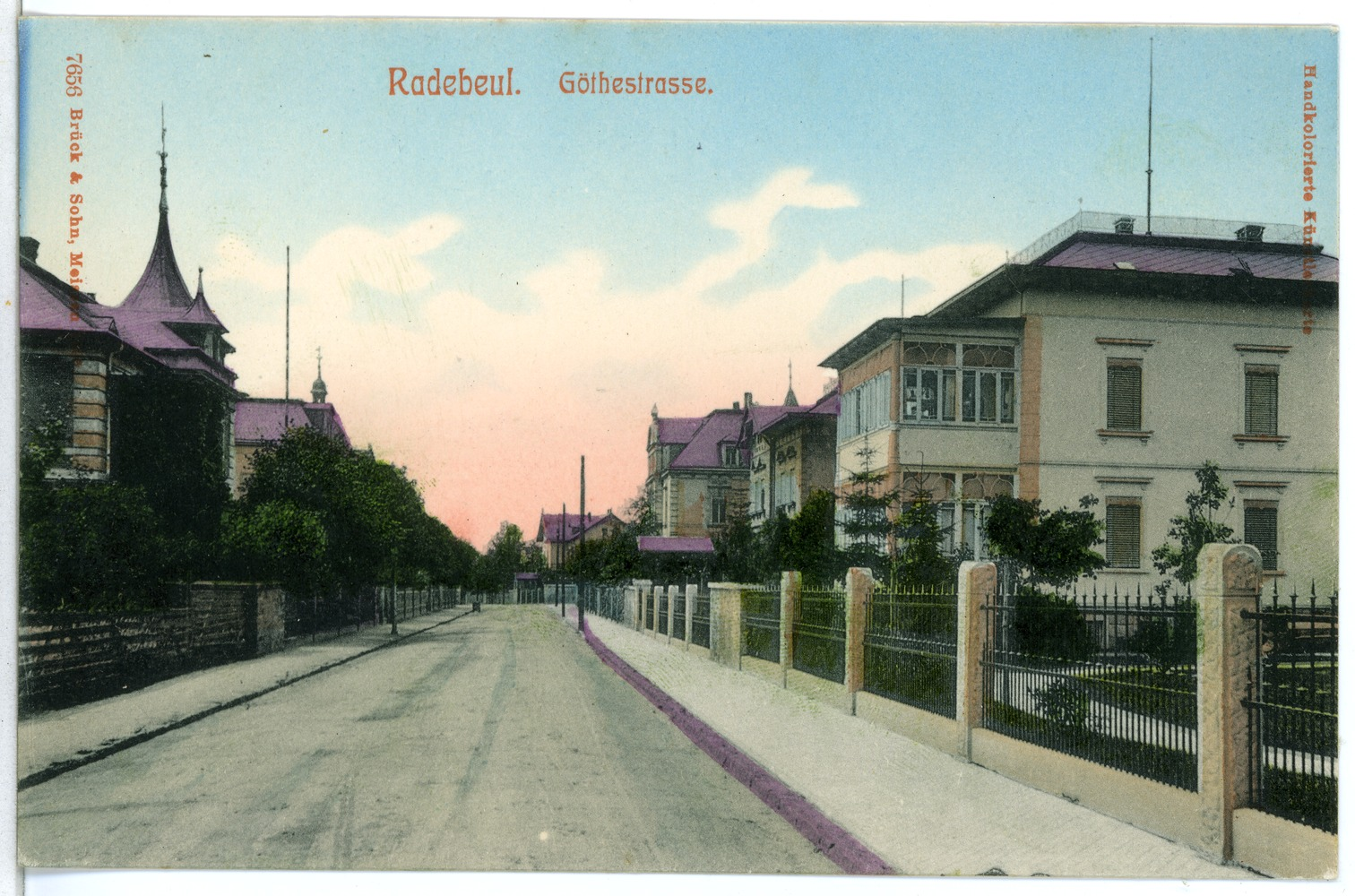
Villa Lina (ganz rechts; 1906)

Die mit ihrer Einfriedung unter Denkmalschutz stehende Mietvilla, auch als Villa eingestuft, ist ein zweigeschossiges Wohnhaus. Es steht auf einem Sockel aus Polygonal-Bruchsteinmauerwerk mit Sandstein-Einfassung und hat ein weit überkragendes Walmdach mit Plattform und später hinzugefügten Gauben.
In der Straßenansicht steht links ein zweiachsiger veränderter Seitenrisalit, vor der Rücklage rechts steht eine 1905 erweiterte, heute zweigeschossige Metall-Veranda mit einer ornamentalen Jugendstil-Verglasung.
In der rechten Seitenansicht steht vor der hinteren Gebäudekante ein quadratischer, dreigeschossiger Turm mit einem Zeltdach und einem zweigeschossigen Standerker. In der linken Seitenansicht befindet sich ein Vorbau mit einer Freitreppe und dem Hauseingang.
Die Fassaden des verputzten Gebäudes wurden nachträglich vereinfacht. Die Fenster werden durch Sandsteingewände eingefasst und teilweise durch aufwendige Verdachungen geschützt.
Die Einfriedung ist ein Lanzettzaun zwischen Sandsteinpfosten.
Die Mietvilla gleicht vom Ursprung her dem nebenanstehenden Wohnhaus (Goethestraße 10), das zum gleichen Zeitpunkt durch den gleichen Bauunternehmer und für den gleichen Bauherrn errichtet wurde. Grafe errichtete drei Jahre später auch noch eine Mietvilla in Oberlößnitz (Fritz-Schulze-Straße 14, Luftlinie 400 Meter entfernt).